# Sistemas reactivos
Los sistemas reactivos, a diferencia de los puramente transformacionales, mantienen una continua interacción con su entorno, respondiendo ante los estímulos externos en función de su estado interno. Esto causa que su comportamiento sea complejo de analizar y muy sujeto a errores. Muchos de estos errores pueden causar problemas de seguridad, por lo que a menudo los sistemas reactivos son también sistemas críticos.
Entre los formalismos utilizados para especificación de sistemas en tiempo real y sistemas reactivos destacan los métodos estructurados. Son métodos operacionales que tienen amplia difusión en la industria por ser gráficos, fáciles de aprender, de utilizar y de revisar. Sin embargo, al no ser métodos formales, no existe, en general la posibilidad de analizar propiedades tan importantes como pueden ser las de seguridad.
Véase también:
- Teoría de sistemas
- Sistema complejo
- Dinámica de sistemas

- Datos: Q6130021